# Линёвый (сельское поселение Красный Яр)
Линёвый — посёлок в Красноярском районе Самарской области. Входит в состав сельского поселения Красный Яр. 

## География
Находится на правом берегу реки Сок (левый берег) на расстоянии примерно 2 километра по прямой на север от районного центра села Красный Яр.

## Население
Постоянное население составляло 31 человек (татары 94%) в 2002 году, 29 в 2010 году.